# Longano
Longano là một đô thị ở tỉnh Isernia trong vùng Molise, có cự ly khoảng 35 km về phía tây của Campobasso và khoảng 9 km về phía nam của Isernia. Tại thời điểm ngày 31 tháng 12 năm 2004, đô thị này có dân số 720 và diện tích là 27,1 km².
Longano giáp các đô thị: Castelpizzuto, Gallo Matese, Isernia, Monteroduni, Pettoranello del Molise, Roccamandolfi, Sant'Agapito.